# Fiona Iredale
Kristeen Fiona Iredale (ur. 1 grudnia 1967) – nowozelandzka judoczka. Olimpijka z Sydney 2000, gdzie zajęła dziewiąte miejsce w wadze ciężkiej.
Uczestniczka mistrzostw świata w 2001. Startowała w Pucharze Świata w 2002. Medalistka mistrzostw Wspólnoty Narodów w 2000 i 2004. Triumfatorka mistrzostw Oceanii w 2000 i trzecia w 1998 roku.

## Letnie Igrzyska Olimpijskie 2000
| Konkurencja | Eliminacje           | Eliminacje       | Repasaże                 | Klas. końcowa |
| Konkurencja | Przeciwnik I         | Przeciwnik II    | Przeciwnik I             | Miejsce       |
| ----------- | -------------------- | ---------------- | ------------------------ | ------------- |
| +78 kg      | Estela Riley (PAN) Z | Yuan Hua (CHN) P | Priscila Marques (BRA) P | 9.            |